# Chính phủ Ý
Chính phủ Ý ở dạng một nước cộng hòa dân chủ, và được thành lập bởi một hiến pháp vào năm 1946. Nó bao gồm các thành phần lập pháp, hành pháp và tư pháp, và một Nguyên thủ quốc gia hoặc Tổng thống.
Điều 1 của Hiến pháp Ý quy định: Ý là một nước Cộng hòa dân chủ được thành lập dựa trên lao động. Chủ quyền thuộc về nhân dân và được nhân dân thực thi dưới các hình thức và trong giới hạn của Hiến pháp.
Bằng cách tuyên bố rằng Ý là một nước cộng hòa dân chủ, điều này đã long trọng tuyên bố kết quả của cuộc trưng cầu dân ý về hiến pháp diễn ra vào ngày 2 tháng 6 năm 1946. Nhà nước không phải là tài sản di truyền của quốc vương cầm quyền, mà thay vào đó, nó là một Res Publica, thuộc về mọi người.
Những người được ủy quyền tạm thời quản lý nền cộng hòa không phải là chủ sở hữu, mà là những người hầu; và những người bị quản trị không phải là các đối tượng cần quản lý, mà là các công dân. Và chủ quyền, đó là sức mạnh để có những lựa chọn có liên quan đến toàn bộ cộng đồng, thuộc về nhân dân, phù hợp với các khái niệm về một nền dân chủ, xuất phát từ chữ Hy Lạp demo (người) và kratìa (quyền lực). Tuy nhiên, quyền lực này không được thực hiện một cách tùy tiện, mà dưới các hình thức và trong giới hạn được thiết lập bởi các quy tắc của pháp luật.

## Nguyên thủ quốc gia

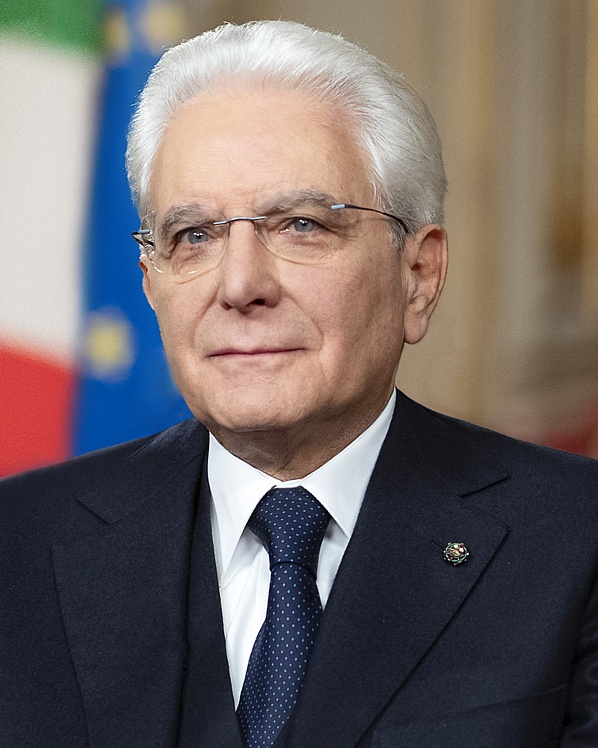
Sergio Mattarella, Tổng thống Ý kể từ ngày 3 tháng 2 năm 2015

Là người đứng đầu nhà nước, Tổng thống Cộng hòa đại diện cho sự thống nhất của quốc gia và có nhiều nhiệm vụ trước đây được trao cho Quốc vương Ý. Tổng thống phục vụ như một điểm kết nối giữa ba chi nhánh khi ông được bầu bởi các nhà lập pháp, bổ nhiệm giám đốc điều hành và là chủ tịch của tư pháp. Tổng thống Ý cũng là tổng tư lệnh trong thời kỳ chiến tranh.
Tổng thống Cộng hòa được Nghị viện bầu trong bảy năm trong phiên họp chung, cùng với ba đại diện của mỗi khu vực, ngoại trừ Thung lũng Aosta, nơi chỉ có một đại diện. Các đại biểu này được bầu bởi Hội đồng khu vực tương ứng của họ để đảm bảo đại diện cho các nhóm thiểu số. Cuộc bầu cử cần đa số rộng rãi được giảm dần từ hai phần ba xuống còn một nửa cộng với một trong số phiếu bầu sau kỳ bầu cử thứ ba. Các Tổng thống duy nhất từng được bầu trong kỳ bầu cử đầu tiên là Francesco Cossiga và Carlo Azeglio Ciampi. Ciampi được thay thế bằng Giorgio Napolitano, người được bầu vào ngày 10 tháng 5 năm 2006. Mặc dù luật pháp không cấm, nhưng không có Tổng thống nào từng phục vụ hai nhiệm kỳ cho đến ngày 20 tháng 4 năm 2013, khi Tổng thống Giorgio Napolitano được tái đắc cử.
Theo Hiến pháp Ý, bất kỳ công dân nào năm mươi tuổi vào ngày bầu cử và được hưởng các quyền dân sự và chính trị, đều có thể được bầu làm tổng thống. Tổng thống không thể giữ chức vụ trong bất kỳ nhánh quyền lực nào khác và lương và đặc quyền của văn phòng Tổng thống được thiết lập theo luật pháp.